# Tennistoernooi van Madrid

Logo

Het tennistoernooi van Madrid is een jaarlijks terugkerend toernooi dat wordt gespeeld op de gravel-banen van het Manzanares Park Tennis Center ("Caja Mágica") in de Spaanse hoofdstad Madrid. De officiële naam van het toernooi is Mutua Madrid Open.
Het toernooi bestaat uit twee delen:
- WTA-toernooi van Madrid, het toernooi voor de vrouwen
- ATP-toernooi van Madrid, het toernooi voor de mannen

## Geschiedenis
Ion Țiriac, een Roemeense miljardair, zakenman en voormalig professioneel tennisspelers, was de eigenaar van de toernooilicentie van 2009 tot en met 2021. In 2021 verkocht Țiriac zijn toernooilicentie aan het in Amerika gevestigde internationale marketingbureau IMG voor ongeveer € 360 miljoen (+ 30 miljoen na 2 jaar). Van 1999 tot en met 2008 verhuurde Țiriac zijn ATP-licentie voor het mannentoernooi aan het ATP-toernooi van Kitzbühel.
ATP-toernooi van Madrid – WTA-toernooi van Madrid

2009 · 2010 · 2011 · 2012 · 2013 · 2014 · 2015 · 2016 · 2017 · 2018 · 2019 · 2020 · 2021 · 2022 · 2023 · 2024